# Chuquis (distrito)
O Distrito peruano de Chuquis é um dos nove distritos que formam a Província de Dos de Mayo, situada no Departamento de Huánuco, pertencente a Região Huánuco, na zona central do Peru.

## Transporte
O distrito de Chuquis é servido pela seguinte rodovia:
- HU-101, que liga a cidade de Pachas ao distrito de Tantamayo
- PE-3N, que liga o distrito de La Oroya (Região de Junín) à Puerto Vado Grande (Fronteira Equador-Peru) no distrito de Ayabaca (Região de Piura)[1][2][3]